# セレスティン・メドヴィッチ

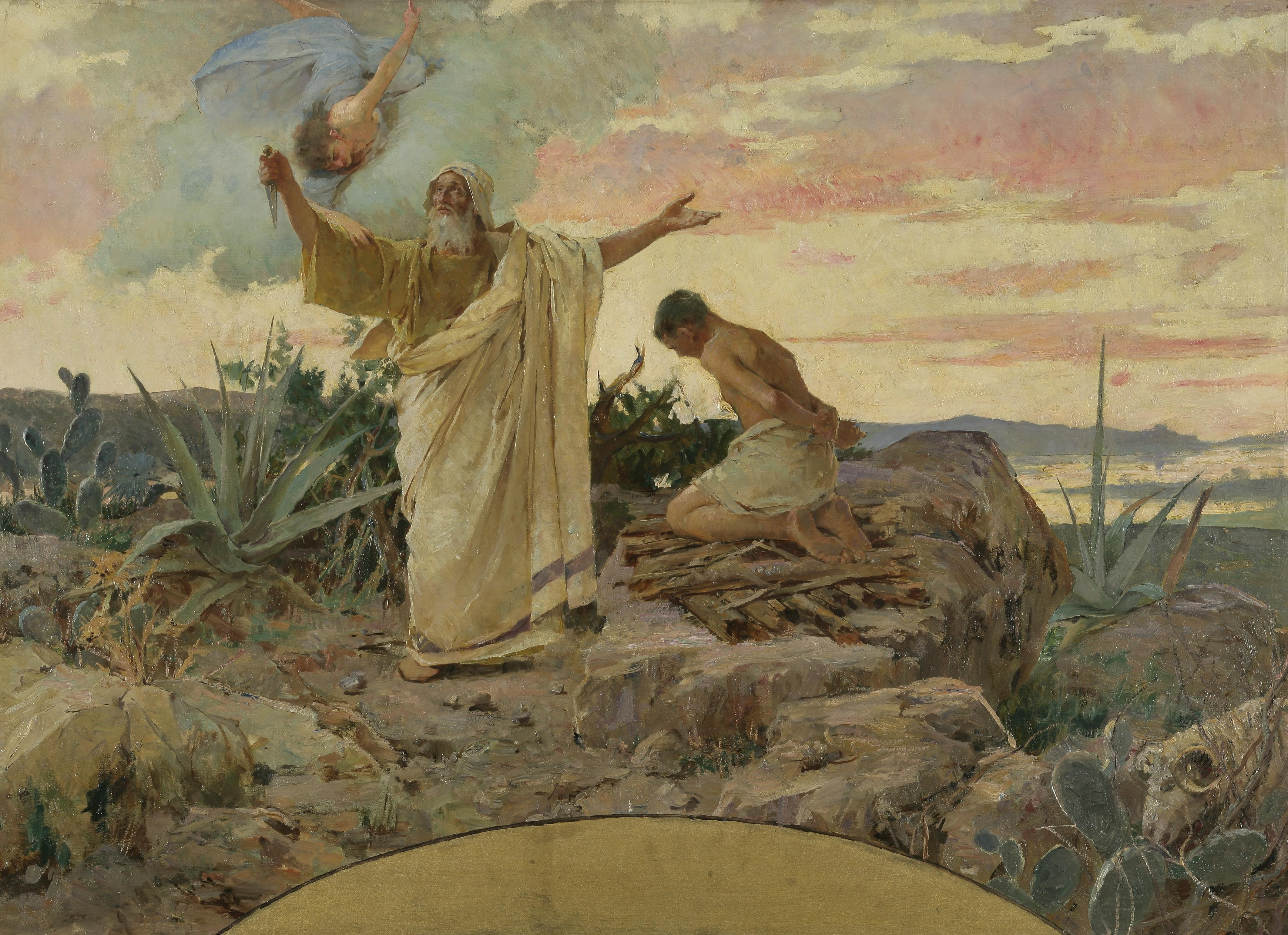
セレスティン・メドヴィッチ作 「イサクの燔祭」 (1895)、Moderna galerija（ザグレブ）

セレスティン・メドヴィッチ（Celestin Medović、出生名:  Mato Medović、1857年11月17日 - 1920年1月20日）は、クロアチアの画家である。修道士になった後、イタリア、ドイツで絵を学び、歴史画や風景画を描いた。

## 略歴
アドリア海沿岸のペリェシャツ半島のクナ(Kuna)という村の農家に生まれた。地元のフランシスコ会の修道院の学校で学び、1868年には修道会に入会してドゥブロヴニクのフランシスコ会修道院でセレスティンという修道名を選んで修道士となった。修道院で美術の才能を示し、1880年に修行のためにローマの修道院に送られた。ローマではナザレ派の画家たちの影響を受けた画家のルドヴィコ・ザイツ（1844-1908）に学び、その後、彫刻家のジュゼッペ・グランディに学んだ。1883年からはフィレンツェでアントニオ・チゼリ（1821-1891）の私立の美術学校でも学んだ。
イタリアのフチェッキオやファエンツァ、チェゼーナなどのフランシスコ会修道院の装飾の仕事をした。 1886年にドゥブロヴニクの修道院にもどることになったが、ドゥブロヴニクの知識人やベネツィアやダルマチアで活動していた風景画家のエミール・ヤーコプ・シンドラーらに勧められて、ミュンヘン美術院で絵の修行を続けることにした。
ミュンヘンではカール・フォン・ピロティ（1826-1886）などに影響を受けた。1893年に帰国し、短期間ドゥブロヴニクで過ごした後、ザグレブに移り1895年にはフランシスコ会を離れ、ヴラホ・ブコヴァッツを中心とする美術家グループと活動した。
1898年に出生地のクナに住居を建て、現モンテネグロのツルクヴィツェ(Crkvice)に夏の別荘を建てた。 オトン・イヴェコヴィッチ（Oton Iveković: 1869-1939) と1901年に展覧会を開き、ブダペストやコペンハーゲン、パリ、プラハ、ベオグラード、ソフィア、ザグレブなどでも展覧会を開いた。1907年までザグレブで活動した後、クナで活動し、1912年から1914年の間はウィーンに住んだ。
1920年にサラエボで肺疾患のため亡くなった。

## 作品

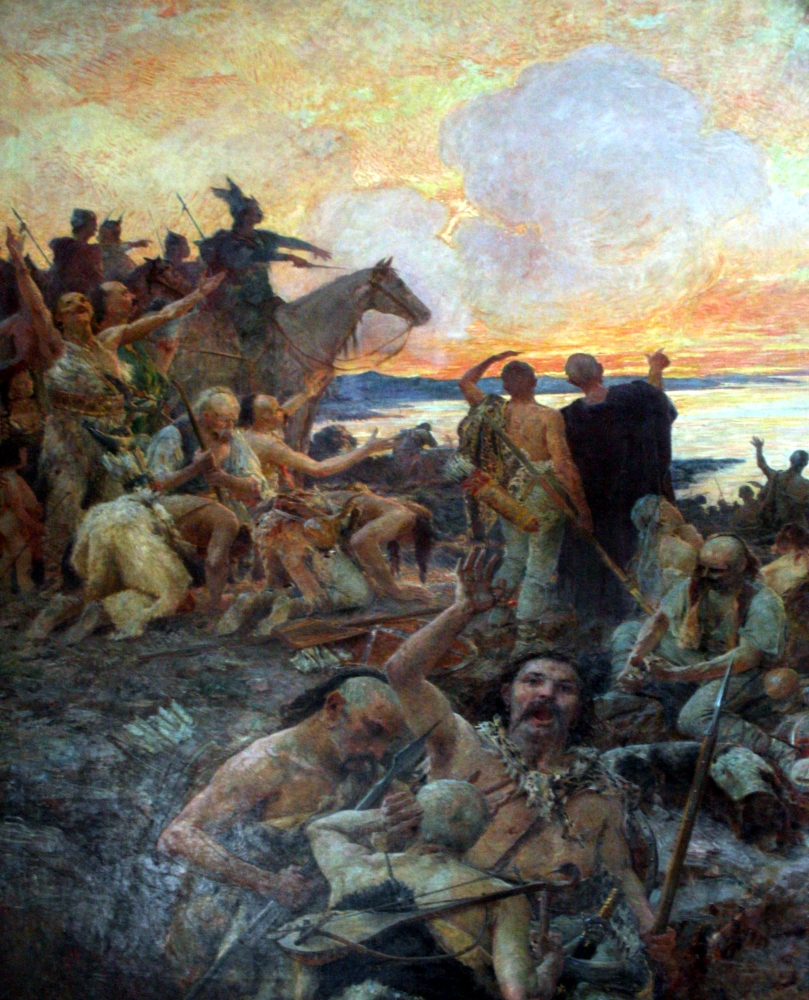
クロアチア人の到着 (1903) ザグレブの歴史博物館
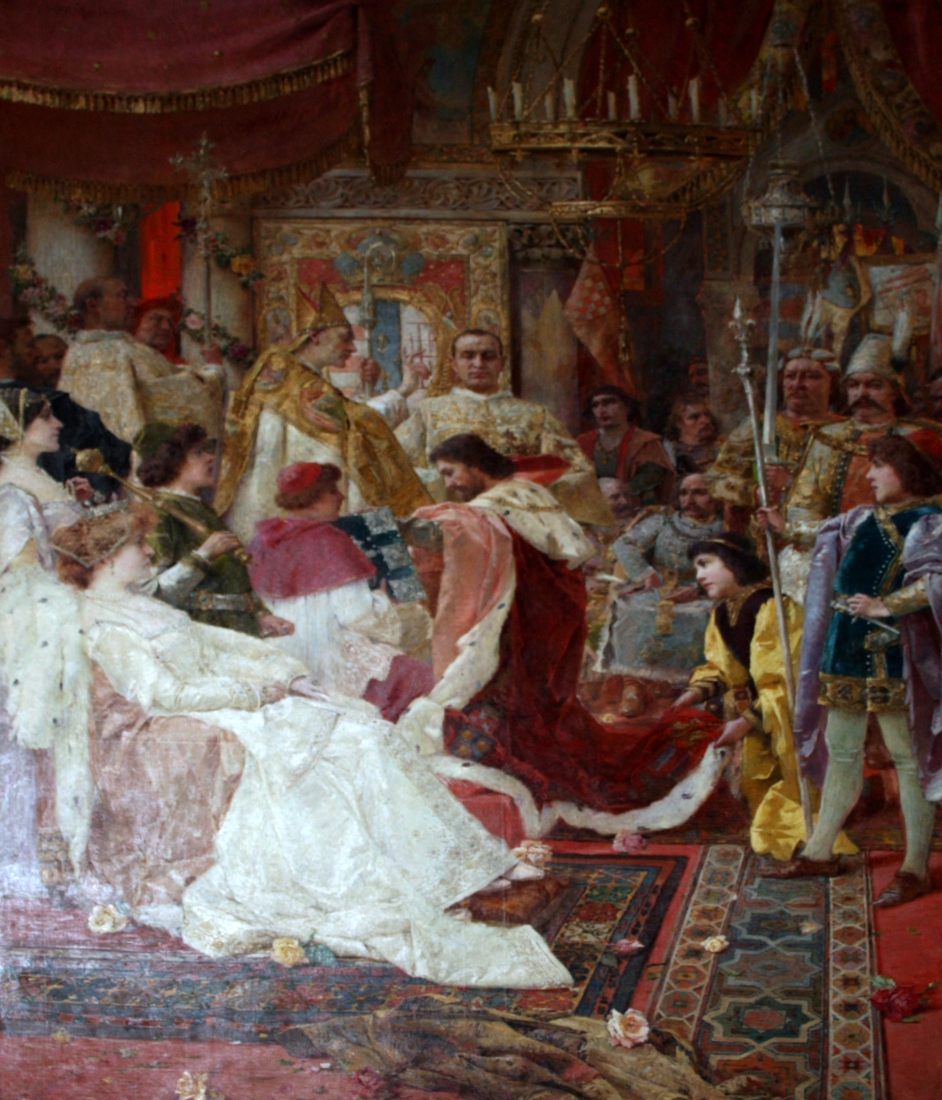
ラディズラーオ1世のハンガリー王としての戴冠 ザグレブの歴史博物館
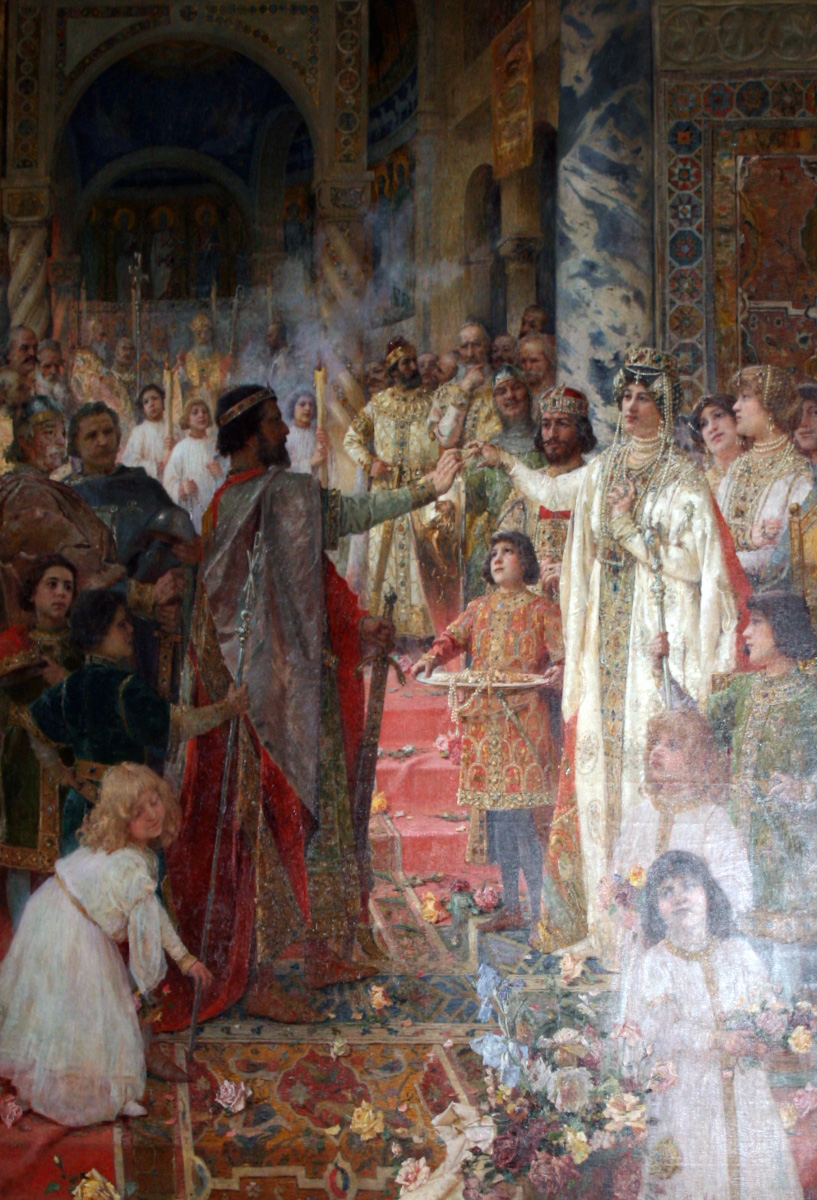
クロアチア国王ズヴォニミルの婚約式
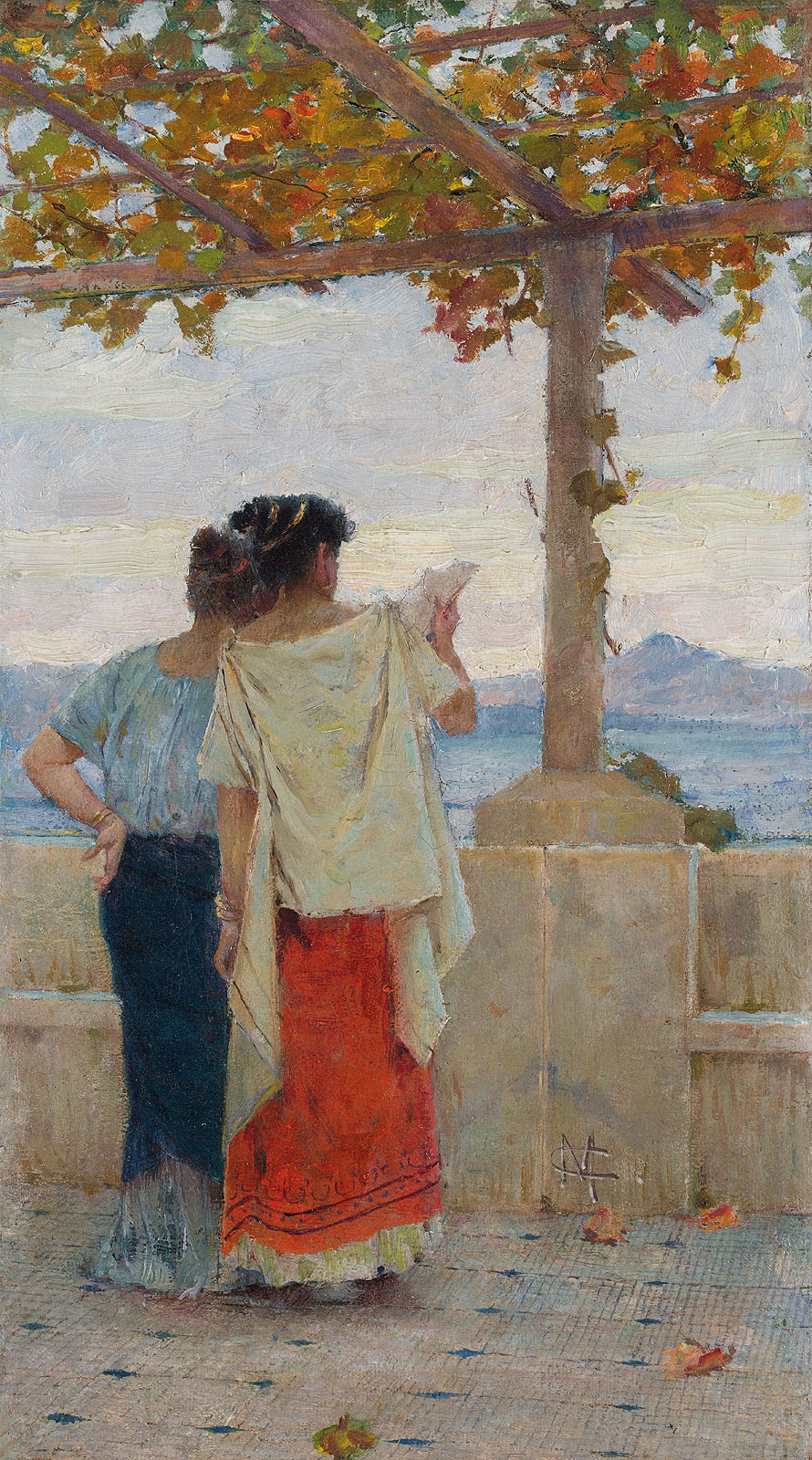
テラスのポンペイの女性たち